# Liste des jardins portant le label Jardin remarquable en Auvergne-Rhône-Alpes
Cet article recense les jardins possédant le label « jardin remarquable » en Auvergne-Rhône-Alpes, en France. 
Au début 2024, la région compte 31 jardins ainsi labellisés.

## Liste
| Jardin                                  | département       | Commune               | Année | Coordonnées                 | Photo |
| --------------------------------------- | ----------------- | --------------------- | ----- | --------------------------- | ----- |
| Jardin du château de Saint-Bernard      | Ain               | Saint-Bernard         | 2011  | 45° 56′ 41″ N, 4° 43′ 57″ E |       |
| Arboretum de Balaine                    | Allier            | Villeneuve-sur-Allier | 2004  | 46° 41′ 45″ N, 3° 14′ 53″ E |       |
| Terre Pimprenelle                       | Ardèche           | Alboussière           | 2011  | 44° 56′ 24″ N, 4° 44′ 05″ E |       |
| Jardins des pins                        | Ardèche           | Fabras                | 2011  | 44° 39′ 06″ N, 4° 17′ 35″ E |       |
| Roseraie de Berty                       | Ardèche           | Largentière           | 2011  | 44° 32′ 33″ N, 4° 17′ 32″ E |       |
| Verger de Déduit                        | Cantal            | Anglards-de-Salers    | 2006  | 45° 11′ 03″ N, 2° 28′ 58″ E |       |
| Jardin zen d'Erik Borja                 | Drôme             | Beaumont-Monteux      | 2004  | 45° 02′ 35″ N, 4° 56′ 53″ E |       |
| Jardin des herbes                       | Drôme             | La Garde-Adhémar      | 2006  | 44° 23′ 26″ N, 4° 45′ 03″ E |       |
| Parc Jouvet                             | Drôme             | Valence               | 2006  | 44° 56′ 13″ N, 4° 54′ 41″ E |       |
| Parc du château Lafayette               | Haute-Loire       | Chavaniac-Lafayette   | 2011  | 45° 09′ 41″ N, 3° 34′ 58″ E |       |
| Jardin botanique alpin La Jaÿsinia      | Haute-Savoie      | Samoëns               | 2004  | 46° 04′ 33″ N, 6° 44′ 25″ E |       |
| Jardins secrets                         | Haute-Savoie      | Vaulx                 | 2019  | 45° 55′ 07″ N, 5° 59′ 11″ E |       |
| Jardin des Cinq Sens                    | Haute-Savoie      | Yvoire                | 2004  | 46° 22′ 15″ N, 6° 19′ 33″ E |       |
| Parc du château du Touvet               | Isère             | Le Touvet             | 2004  | 45° 20′ 33″ N, 5° 56′ 18″ E |       |
| Jardin des fontaines pétrifiantes       | Isère             | La Sône               | 2019  | 45° 06′ 46″ N, 5° 16′ 51″ E |       |
| Jardin du musée Hébert                  | Isère             | La Tronche            | 2004  | 45° 12′ 20″ N, 5° 45′ 05″ E |       |
| Jardin du Bois Marquis                  | Isère             | Vernioz               | 2011  | 45° 25′ 42″ N, 4° 52′ 49″ E |       |
| Parc du château de Vizille              | Isère             | Vizille               | 2006  | 45° 04′ 32″ N, 5° 46′ 20″ E |       |
| Pépinières et roseraies Paul Croix      | Loire             | Bourg-Argental        | 2011  | 45° 17′ 49″ N, 4° 33′ 55″ E |       |
| Jardin botanique                        | Loire             | Saint-Chamond         | 2013  | 45° 27′ 58″ N, 4° 31′ 43″ E |       |
| Jardin de l'écomusée des monts du Forez | Loire             | Usson-en-Forez        | 2006  | 45° 23′ 28″ N, 3° 56′ 27″ E |       |
| Parc du château de Blanzat              | Puy-de-Dôme       | Blanzat               | 2006  | 45° 49′ 38″ N, 3° 04′ 27″ E |       |
| Jardins du château de la Bâtisse        | Puy-de-Dôme       | Chanonat              | 2006  | 45° 42′ 22″ N, 3° 03′ 17″ E |       |
| Jardins du château d'Hauterive          | Puy-de-Dôme       | Issoire               | 2004  | 45° 32′ 17″ N, 3° 14′ 33″ E |       |
| Jardins du château de Cordès            | Puy-de-Dôme       | Orcival               | 2004  | 45° 40′ 58″ N, 2° 50′ 32″ E |       |
| Parc du domaine royal de Randan         | Puy-de-Dôme       | Randan                | 2006  | 46° 01′ 02″ N, 3° 21′ 14″ E |       |
| Jardins du château d'Opme               | Puy-de-Dôme       | Romagnat              | 2004  | 45° 42′ 21″ N, 3° 05′ 34″ E |       |
| Parc Henry-Chabert                      | Métropole de Lyon | Lyon                  | 2006  | 45° 43′ 28″ N, 4° 49′ 37″ E |       |
| Parc de la Tête-d'Or                    | Métropole de Lyon | Lyon                  | 2006  | 45° 46′ 38″ N, 4° 50′ 42″ E |       |
| Domaine départemental de Lacroix-Laval  | Métropole de Lyon | Marcy-l'Étoile        | 2015  | 45° 47′ 05″ N, 4° 43′ 24″ E |       |
| La Bonne Maison                         | Métropole de Lyon | La Mulatière          | 2011  | 45° 44′ 30″ N, 4° 48′ 32″ E |       |